# Petricola pholadiformis
Petricolaria pholadiformis, còn có tên gọi thông tục là thiên thần gãy cánh/false angel wing (ở Hoa Kỳ) và ốc cánh thiên thần Mỹ/American angelwings (ở Anh), là một loài ngao nước mặn, một loài nhuyễn thể biển hai mảnh vỏ trong họ Petricolidae, có liên quan đến họ Veneridae gồm các loại nghêu sò. Loài này có nguồn gốc ở bờ biển phía Đông của Bắc Mỹ bao gồm Vịnh Mexico. Loài ngao này đã được du nhập và đã được thiết lập quần thể ở quần đảo Anh, và trên bờ biển phía Tây Bắc Mỹ.

## Đặc điểm
Petricolaria pholadiformis gần giống với ốc cánh thiên thần (Cyrtopleura costata), đặc điểm phân biệt chính là nó thiếu các apophyses, cánh hình hình muỗng nằm gần mỏ, cánh thiên thần thực. Nó phát triển kích thước cơ thể lên đến khoảng 5 cm (2,0 in) dài và thường cơ thể có màu trắng. Đầu cuối được mở rộng và có một điểm tròn trong khi đầu sau là cùn và cong. Có những gợn sóng tỏa ra từ mỏ, được phát hiện rõ hơn ở cuối sau, và những vòng nhúm nhúm mập hơn đang chạy song song với bờ rảnh vỏ. 

## Hình ảnh

Right valve
Left valve